# Saint-Didier-sur-Arroux
Saint-Didier-sur-Arroux település Franciaországban, Saône-et-Loire megyében. Lakosainak száma 223 fő (2022. január 1.). Saint-Didier-sur-Arroux La Comelle, Luzy, Millay, Poil, Étang-sur-Arroux, Saint-Nizier-sur-Arroux és Thil-sur-Arroux községekkel határos.

## Népesség
A település népessége az elmúlt években az alábbi módon változott:
| Lakosok száma | 241  | 243  | 240  | 232  | 226  | 221  | 218  | 214  | 223  |
|               | 2013 | 2015 | 2016 | 2017 | 2018 | 2019 | 2020 | 2021 | 2022 |